# Rudolf von Jaksch
Rudolf von Jaksch, též Rudolf Jaksch von Wartenhorst, nebo Rudolf Jaksch-Wartenhorst, či pouze Rudolf Jaksch (16. či 19. července 1855 Praha-Nové Město – 8. ledna 1947 Hracholusky) byl česko-rakouský lékař, zabýval se oborem vnitřního lékařství a pediatrie.

## Život
Profesní dráhou pokračoval ve šlépějích svého otce Antona Jaksche von Wartenhorst, možná ho i předčil.
Titulem doktora všeobecného lékařství zakončil roku 1878 úspěšně studia medicíny na pražské a krátkodobě na štrasburské univerzitě a následně začal sbírat praktické zkušenosti jako asistent u patologa Edwina Krebse, internisty Alfreda Pribrama a u svého otce v Praze. Roku 1882 přešel ve stejné funkci do Vídně ke slavnému profesoru Carlu Wilhelmu Hermannu Nothnagelovi, u nějž následujícího roku habilitoval v oboru vnitřní lékařství. Pokládal ho za svého největšího učitele a udržoval s ním i později písemný styk. Během pobytu ve Vídni se zabýval zejména fyziologickou a patologickou chemií a přispěl k rozvoji tamější klinické laboratoře. Na vídeňské univerzitě začal přednášet jako soukromý docent speciální patologii a terapii. Od roku 1887 působil jako mimořádný profesor pediatrie a přednosta dětské kliniky ve Štýrském Hradci, odkud se po dvou letech vrátil na pražskou německou univerzitu a převzal vedení II. interní kliniky všeobecné fakultní nemocnice. Výběrové řízení ovšem neproběhlo zcela hladce. Ačkoli měl za sebou již slušnou publikační činnost, hodnotila výběrová komise jeho práce velmi přísně a chtěla dát přednost jinému uchazeči. Za Jaksche se ale postavil jeho učitel MUDr. Nothnagel, a tak nakonec místo získal. Nicméně když se roku 1893 uvolnil post přednosty II. interní kliniky ve Vídni, uvažoval o  odchodu na vídeňskou fakultu. Nakonec ale zůstal v Praze a díky svému organizačnímu talentu a energii se zasloužil o výstavbu nového pavilonu všeobecné fakultní nemocnice pro německé kliniky (dokončena 1898), vybaveného na svou dobu vzorovým mobiliářem ze skla, železa a mramoru.
V akademické obci zastával významné funkce. V letech 1894/5 a 1910/11 byl zvolen děkanem lékařské fakulty a v roce 1908/9 stál v čele pražské německé univerzity jako rektor. Bylo to přesně půl století poté, co týž úřad zastával jeho otec. Oficiálně penzionován byl k 30. říjnu 1925, na univerzitě ale zůstal a ještě v zimním semestru 1942/3 ohlašoval mimořádnou přednášku o tuberkulóze.
Jako pediatr objevil a popsal několik dětských chorob. Je po něm pojmenován Jakschův-Hayemův syndrom – anémie postihující kojence do tří let, živené výhradně kozím mlékem.
V rámci dalších odborných aktivit byl kupříkladu průkopníkem využití rentgenu v diagnostice plicních chorob. S Röntgenem byl v kontaktu, jako první ovšem také upozorňoval na možná rizika rentgenového záření. Z jeho iniciativy vznikl roku 1941 na pražské univerzitě rentgenologický institut.
Byl činným rovněž v oblasti sociální hygieny a politiky. Jako člen nejvyšší zdravotní rady se podílel kupříkladu na tvorbě říšských zákonů o nakažlivých chorobách či o ochraně lázeňských pramenů. Právě lázeňství věnoval značnou pozornost. Mimo jiné označil Františkovy Lázně při své přednášce na lékařské konferenci, konané zde roku 1906, za „nejskvělejší kardiologické lázně světa“. Intenzivně se věnoval boji proti tuberkulóze, o které ještě v pozdním věku přednášel jak svým lékařským kolegům, tak studentům.
Mimo to vše byl ještě poslancem českého zemského sněmu, od roku 1907 dvorním radou, dlouholetým předsedou spolku Zentralverein deutscher Ärzte in Böhmen atd. Za své četné odborné a veřejné zásluhy, ale i za loajalitu k monarchii a panovnickému domu (byl mimo jiné velkým ctitelem císaře Františka Josefa I., jehož bustu měl vystavenou v kanceláři) obdržel četná vyznamenání a ocenění. Byl nositelem Řádu železné koruny III. třídy, členem přírodovědecké akademie v Halle, lékařské chirurgické akademie v Perugii ad. Hrdě se hlásil k německé národnosti a horlivě hájil zájmy německého obyvatelstva v Čechách. Antisemitsky však orientován nebyl. Je známo, že na jeho klinice pracovalo několik židovských lékařů a že v rámci důkladného školení zdravotnického personálu zde uskutečnil kurs pro židovské sestry.
Se svým mladším bratrem Augustem vlastnil velkostatky Dolany a Hracholusky. Po smrti starších sourozenců Friedricha (1908) a Zdenka (1914) zdědil Luhov a Třebobuz a když se August vzdal svého podílu, soustředil Rudolf veškerý rodinný majetek ve svých rukách, byť mu jej ve dvacátých letech poněkud zredukovala pozemková reforma a v červnu 1945 mu byl jako osobě německé národnosti zkonfiskován. Vzhledem k vysokému věku, zdravotním obtížím (téměř neviděl a špatně vnímal) a zřejmě i pro jeho zásluhy o medicínu směl však dožít ve vyhrazené místnosti na zámku v Hracholuskách, kde 8. ledna 1947 v úctyhodném věku 91 let zemřel. Byl zpopelněn a urna uložena do rodinné hrobky pod hracholuskou kaplí sv. Diviše. O otce se během posledních chvil života starala dcera Franziska Romana.
Z manželství s baronkou Adelou Ludovikou Karolinou von Härdtl (1867–1944) měl čtyři děti – syna Heinricha a dcery Marii, Franzisku („Fanny“) Romanu a Gertrudu („Trudl“).  Heinrich (* 1897), který studoval práva a připravoval se na převzetí rodinného majetku, musel narukovat do první světové války. Z ní se sice vrátil jako praporčík v záloze, ale zemřel již roku 1919, údajně následkem onemocnění, které si tam přivodil. Úmrtní matrika uvádí cukrovku.

## Dílo
- Klinische Diagnostik innerer Krankheiten - jeho nejznámější dílo